# A. B. Yehoshua
Avraham B. Jehoshua (în ebraică אברהם ב. יהושע), cunoscut ca Abraham „Buli” Yehoshua sau pe scurt A.B.Yehoshua - pronunțat Alef Bet Yehoshua (n. 9 decembrie 1936, Ierusalim, Palestina sub mandat britanic – d. 14 iunie 2022, Tel Aviv, Israel) a fost un romancier, eseist și dramaturg israelian. A fost laureat al Premiului Israel, al Premiului EMET, al Premiului Dan David și al Premiului Médicis pentru literatură străină, profesor de literatură ebraică și comparată la Universitatea din Haifa.

## Viața
A.B. Yehoshua sau după numele sau la naștere, Abraham Gavriel Yehoshua, s-a născut și a crescut la Ierusalim, în cartierul Kerem Avraham. Familia tatălui său, Yaakov Yehoshua, istoric specializat în istoria Ierusalimului este o familie sefardă care locuia în acest oraș de cinci generații. Străbuni ai ei veniseră în Palestina Otomană din Salonic și Praga. Familia mamei, Malka născută Rozilio, era de asemenea sefardă, cu rădăcini în Maroc. În anul 1932 ea a părăsit orașul Mogador din inițiativa tatălui ei, Avraham Rozilio, care voia ca înainte de a muri, să se stabilească la Ierusalim . Mai târziu, scriitorul a descris disputele din familie în legătură cu educația sa. 
Obștea din care facea parte tatăl, sefarzi vorbitori de limba iudeo-spaniolă sau ladino, îi părea mamei la fel de străină ca și comunitatea așkenază sionistă, majoritară în rândurile evreilor din Palestina din vremea aceea.
Ea vorbea franceza, nu știa ladino, si nu simțea față de comunitatea sefardă a soțului și a orașului, nici un fel de atracție emoțională. Ambiția ei era de a se apropia de main stream-ul populației sioniste așkenaze și nu de ceea ce i se părea o obște marginală ca aceea a sefarzilor foarte tradiționaliști din Ierusalim. Tatăl scriitorului, în schimb, se vedea legat trup și suflet, de patrimoniul cultural al acestora din urmă. Totuși, el devenise mai puțin religios, frecventa sinagoga numai sâmbetele și de sărbători, și și-a înscris fiul la școli laice.
A.B.Yehoshua a primit, în cele din urmă, o educație laică sionistă cu o orientare socialistă. El a învățat la Gimnaziul ebraic din cartierul elitei intelectuale a Ierusalimului - Rehavia. Ulterior el s-a înrolat în armata israeliană. În cadrul unității de parașutiști a Nahal (Tineretul agricol combatant) a luat parte la operații de represalii din anii 1950 contra fedainilor palestinieni și la Campania din Sinai din 1956. După eliberarea din armată, A.B.Yehoshua a locuit o scurtă vreme în kibuțul Hatzerim, apoi a studiat literatura și filozofia la Universitatea Ebraică din Ierusalim. După absolvire a predat literatura ebraică în licee și, începând din 1972, a fost conferențiar, și apoi profesor de literatură ebraică și comparată la Universitatea din Haifa. După pensionare, a fost profesor emerit al acestei universități. A fost mentorul multor scriitori, între care Mordechay Hertel.
În 1963 Yehoshua a plecat la Paris pentru studii la Sorbona, și a rămas în capitala Franței până în 1967. Paralel cu îndatoririle academice, a fost activ în acea perioadă ca secretar general al Uniunii Mondiale a Studenților Evrei. În 1974 a fost scriitor rezident la Colegiul Saint Cross de la Universitatea Oxford, apoi, în mai multe rânduri a predat ca profesor oaspete la Universitățile Harvard (1977), Universitatea Chicago (1988, 1997, 2000) și Princeton (1982).
Haifa, oraș în care a locuit o perioadă îndelungată, ca și Universitatea din Haifa, sunt reflectate în cărțile sale sub diferitele lor aspecte.
Ulterior, scriitorul a locuit în orașul Givatayim. El a fost căsătorit cu Rivka (Ika), psihanalistă (decedată în septembrie 2016), și are trei copii.
Avarham B.Yehoshua s-a angajat în favoarea procesului de pace israelo-arab/palestinian și a luat parte la întâlniri legate de așa numita "Inițiativă de pace de la Geneva".

## Opera

### Romane
- 1977 - Hameahev
- 1982 - Gerushim meuharim- (Divorț târziu)
- 1987 - Molho
- 1990 - Mar Mani (Domnul Mani)
- 1991 - Kantatat Hagerushim (Cantata divorțului), o nouă versiune pentru „Divorț târziu”
- 1994 - Hashivá miHòdu (Întoarcerea din India)
- 1997 - Massa el tom haelef (Călătorie spre sfârșitul mileniului)
- 2003 - Hakala hameshahreret (Mireasa eliberată)
- 2006 - Shlihutó shel hamemunè al mashabey enosh
- 2007 - Esh yedidutit - Friendly Fire
- 2010 - o noue ediție a cărții „Divorț târziu” cu adăugarea capitolului 10
- 2011 - Hesed sfaradi (Reconstitution)
- 2014 - Nitzevet (Figurantă)
- 2018 - Haminhará (Tunelul)

### Povestiri
- 1963 Mot Hazaken (Moartea bătrânului) - Sipurim (Povestiri)
- 1968 Mul Hayaarot (În față cu pădurile)- Povestiri, inclusiv Shloshá Yamim veyeled (Trei zile și un copil)
- 1971 Bithilat kaitz 1970 - (La începutul verii 1970)
- 1975 Ad horef 1974 - Până în iarna 1974
- 1993 Kol hasipurim (Toate povestirile)

### Piese de teatru
- 1975 - Shney Mahazot (Două piese):Laila bemay (Noapte de mai), Tipulim aharonim (Ultimele tratamente)
- 1986 Hafatzim
- 2012 - Hayelhu shnayim yahdav

### Cărți pentru copii
- 2005 - „Haakhbar shel Tamar veGaya” (Șoarecele lui Tamar și Gaya)

## Premii și onoruri
- 1983 Premiul Brenner
- 1986 Premiul Natan Alterman
- 1989 Premiul Bialik din partea primăriei Tel Aviv, împreună cu poetul Avner Treinin
- 1995 - Premiul Israel pentru literatură ebraică
- National Jewish Book Award (Premiul Național de Carte evreiască ) și Koret Jewish Book Award (Premiul Koret pentru carte evreiască) în S.U.A
- Jewish Quarterly-Wingate Literary Prize în Marea Britanie
- 2006 - Los Angeles Times Book Prize pentru „Misiunea directorului de resurse umane” (A Woman in Jerusalem)
- Premii in Italia:Premiul Grinzane Cavour, Superpremiul Flaiano, Premiul Boccaccio, Premiul Viareggio pentru întreaga activitate, Premiul Napoli (2003) și Premiul Lampedusa (2003) pentru romanul Hakalá hameshahrèret (Mireasa eliberată), Premiul Roma pentru „Friendly Fire” (2008)
- 2012 - Premiul Médicis pentru literatură străină pentru romanul „Hessed Sfaradi” ( „Rétrospective”), apărut în traducere franceză la editura Grasset.
- 2016 - Premiul E.M.E.T. pentru literatură, împreună cu scriitoarea Ronit Matalon .

A.B.Yehoshua este doctor honoris causa al lui Hebrew Union College (1990), al Universităților din Tel Aviv (1998) și Torino (1999), al Universității Bar Ilan (2000) și al Școlii Normale Superioare din Pisa (2012)

## Volume publicate în limba română
- Misiunea directorului de resurse umane. Editura Polirom, 2011. ISBN 978-973-46-2119-4